# Sten Wennlo
Sten Wennlo, född 5 maj 1925, död 11 oktober 2017 i Nyköping, var en svensk företagsledare som större delen av sin karriär var verksam inom Saab-koncernen.

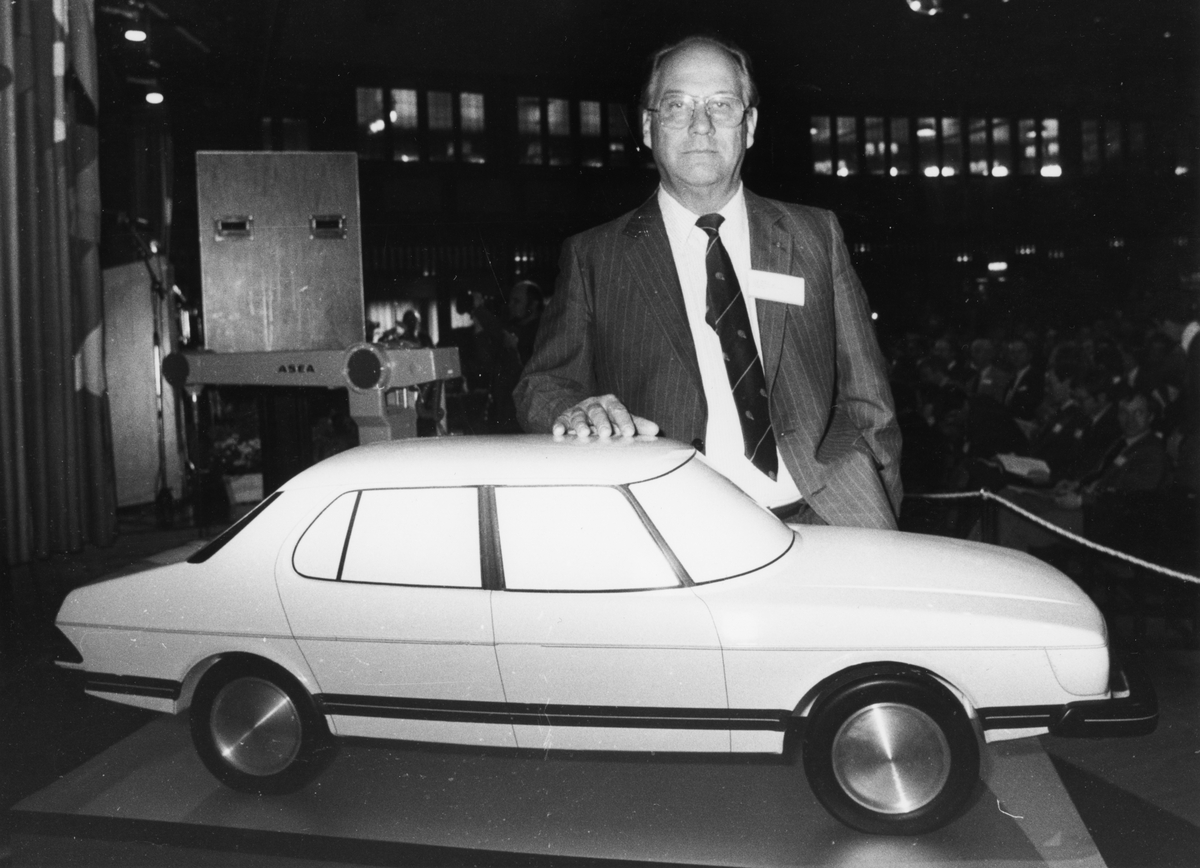
Sten Wennlo under Tekniska Träffen (Teknikutställning) i Linköping den 17-18 mars 1983.

Wennlo föddes i Berga by utanför Kalmar. Hans mor var dotter till en lantbrukare och hans far var sågverksfaktor från Norrland. Modern var ekonomiskt lagd entreprenör som drev kafé och pensionatrörelse och svarade för familjens uppehälle i många år då fadern hade svårt att anpassa sig till livet i Småland men fick så småningom anställning som värderingsman för att klassa ädelträ.
Efter att ha avlagt realexamen och kvällsgymnasium i Stockholm som finansierats av olika diversejobb, bl.a. som vaktmästare på Poliskammaren i Stockholm, var det dags för militärtjänst och därefter arbete som sport- och motorjournalist 1948–1957, bland annat på Kalmar läns tidning och Norrköpings Tidningar.
Han blev 1957 PR-chef vid Ana, som 1960 köptes Ana av Saab och 1965 blev han försäljningsdirektör vid Saab-Ana samt dess marknadschef 1972.
1976 blev Wennlo chef för Saabs personbilsdivision inom Saab-Scania och var det fram till 1987. 
Sten Wennlo var bland annat med och beslutade om Saabs satsning på turbotekniken i slutet av 1970-talet och samarbetet med De fyras klubb som ledde till lanseringen av SAAB 9000 1984. Wennlo beskriver sin tid vid Saab i sina memoarer i boken "Mitt liv med Saab".
Saab köptes upp av GM och det framgångsrika samarbetet med De fyras klubb avslutades till Wennlos besvikelse och så sent som 2009 då det ryktades om att Fiat var intresserad av att köpa Saab skrev han en insändare om detta i Expressen.
Wennlo hade även ett stort engagemang och intresse i kultur- och sportlivet i Nyköping och låg bakom Saabs stöd och sponsring av många av stadens kultur- och idrottsevenemang. Filharmonikerna, Nyköpings BIS och Nyköpings kammarkör var några av de verksamheter som stöttades. När staden fyllde 800 år 1987 låg Sten Wennlo bakom att Saab gav Nyköping en nyskriven balett i födelsedagspresent. Den var skriven av koreografen Birgit Cullberg, som också hade rötter i staden, och handlade om Nyköpings gästabud.
Efter sin tid på Saab tog Wennlo upp skrivandet igen och skrev under en period "Sommarsurr" för Sörmlands Nyheter. Tillsammans med hustrun Gun, som gick bort 2016, delade han ett stort golfintresse, och under en period var han ordförande för Södermanlands Golfförbund.